# HD 39777
HD 39777，又名BD-04 1281，SAO 132635、HR 2058，是一颗恒星，视星等为6.57，位于銀經210.05，銀緯-14.5，其B1900.0坐标为赤經5h 49m 36.8s，赤緯-4° -14.5′ 2″。